# Exécutif grec de 1823
L’Exécutif de 1823 (grec moderne : Εκτελεστικό 1823) est un collège de cinq membres ayant gouverné l'État grec insurgé d'avril 1823 à janvier 1824 au cours de la guerre d'indépendance grecque.
Il s'agit du deuxième « gouvernement provisoire » mis en place depuis la proclamation de l'indépendance au cours de l'assemblée d'Épidaure en 1822. Il fut nommé par le Bouleutikó à la suite de l'Assemblée nationale d'Astros.
Les membres nommés en avril étaient :
- Petros Mavromichalis, président
- Sotírios Charalámbis, un primat du Péloponnèse proche de Kolokotronis
- Andréas Zaïmis, un primat du Péloponnèse
- Andréas Metaxás, un proche de Kolokotronis

La nomination du cinquième membre fut remise à plus tard ; il devait s'agir au départ d'un représentant des îles d'armateurs. Le poste fut cependant finalement attribué à Kolokotronis afin de se le concilier.
Après les évènements dramatiques de 1822, l'année 1823 fut relativement calme sur le plan militaire pour le Péloponnèse, le cœur du nouvel État, permettant aux différentes factions de se consacrer aux luttes d'influence qui marquent l'histoire de la guerre d'indépendance.
L'opposition de plus en plus marquée entre l'Exécutif et le Bouleutikó finit par aboutir à la déposition de certains membres (comme Charalámbos Perroúkas, le ministre des Finances) et finalement à la révocation du gouvernement en janvier 1824, marquant le début de la première guerre civile.